# Bąsze
Bąsze (niem. Bonschen) – wieś w Polsce położona w województwie warmińsko-mazurskim, w powiecie bartoszyckim, w gminie Bartoszyce. W latach 1975–1998 miejscowość administracyjnie należała do województwa olsztyńskiego.
W 1889 r. we wsi znajdował się majątek ziemski o powierzchni 193 ha, należący do rodziny von Kunhiem.
W 1978 r. we wsi było 10 gospodarstw rolnych, gospodarujących na areale 74 ha. W tym czasie do sołectwa Bąsze należały miejscowości: Bąsze, Ganitajny (przysiółek), Kromarki (wieś i PGR) i Posłusze (wieś i PGR). W 1983 r. we wsi było 11 domów, skupionych w zwartej zabudowie i z 65 mieszkańcami. W tym okresie we wsi był punkt biblioteczny.